# Манобо
Манобо — народ на Филиппинах, один из филиппинских горных народов. Самоназвание — манобо, переводится как «люди, живущие у реки». Проживают в горных районах острова Минданао. Численность — 170 тысяч человек. Язык — манобо (см. Филиппинские языки). Частично ассимилированы соседними народами (букиднон, мандайя, мангиан).
Религия — католицизм и традиционные верования.

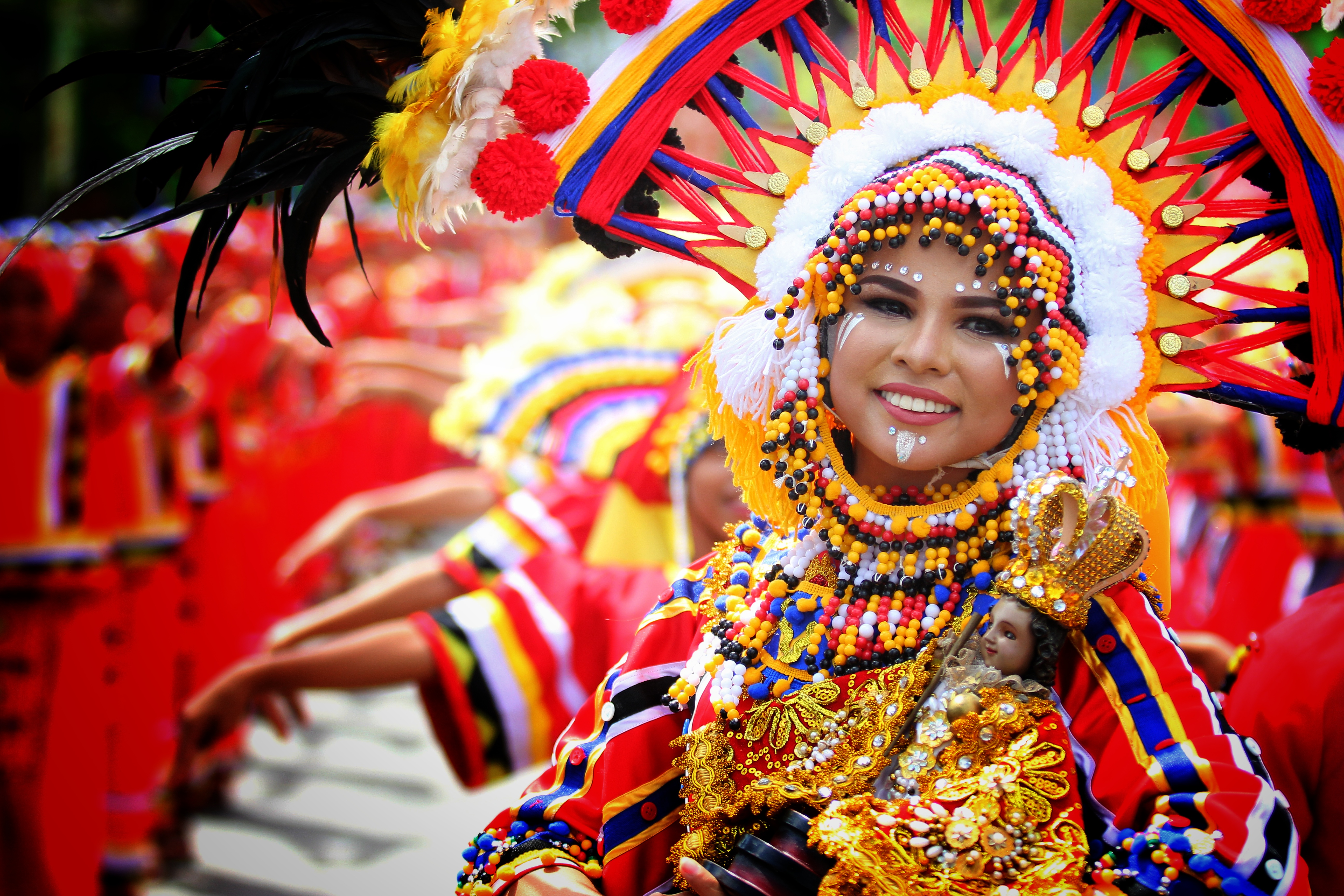
Женщина манобо из города Давао

## Хозяйство
Основные занятия: подсечно-огневое земледелие, рыбная ловля, охота, разведение свиней, ремесла (плетение, ткачество из волокон абаки), торговля. Основные культуры — рис, таро, маниок.
Одежда однотипна, сходна с одеждой других горных народов. Отличившиеся воины имеют особые наряды с определёнными знаками. Жилище — прямоугольное, свайное, из дерева или бамбука. Используется в строительстве также ротанг. В прошлом распространены были жилища на деревьях. В быту практикуется жевание бетеля и курение, татуировка, спиливание и чернение зубов.

## Общественное устройство и духовная культура
Род — патрилинейный (см. Патрилинейность)
Большая семья, традиционная в прошлом, вытесняется сейчас малой семьёй. Всё общество поделено на роды, каждый из которых имеет свою территорию. Род возглавляет вождь (багани). Брак — билокальный, неолокальный (см. Локальность). Полигиния распространена у богатых, не принимавших католицизм. Бытовало в недалёком прошлом и рабство, и охота за черепами и головами врагов.
Национальные культы — почитание разных богов, духов, аграрные культы, почитание крокодила, как священного животного. В начале XX века появилось милленаристское течение тунгуд.